# Piotr Kropotkin

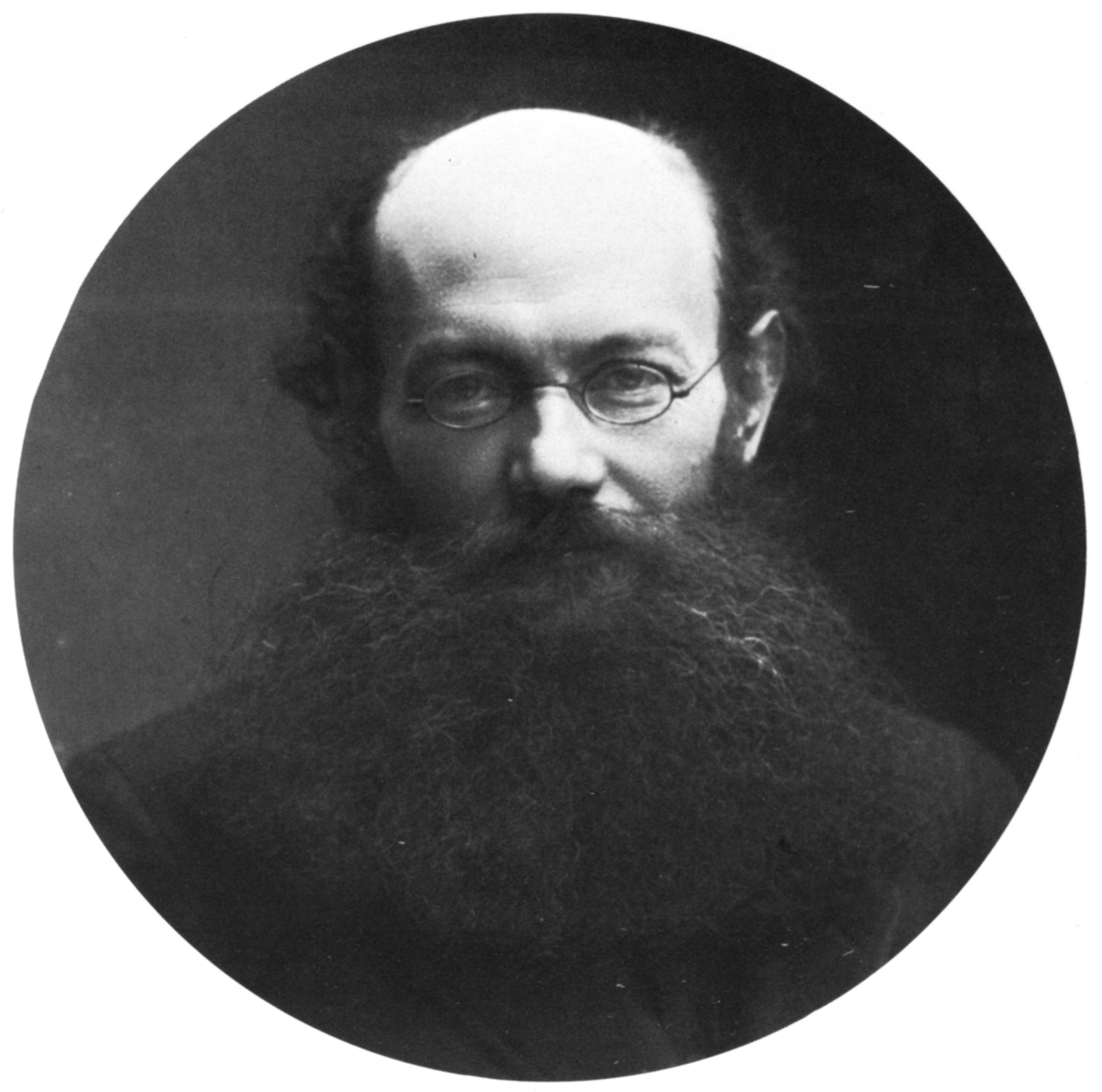
Piotr Kropotkin

Piotr Alexeevici Kropotkin (n. 27 noiembrie/9 decembrie 1842, Moscova, Imperiul Rus – d. 8 februarie 1921, Dmitrov, Gubernia Moscova⁠(d), RSFS Rusă) a fost un filozof politic, revoluționar anarhist rus, membru al unei familii princiare. El a fost un continuator al mișcării anarhice, după Mihail Bakunin. reprezentant al ideologiei anarho-comuniste, de asemenea geograf

## Biografie
Se trage din familie de nobili. Este prinț. Tatăl său se trage din familie de cneji ruși, iar mama e fiica unui general rus. Este selectat într-un grup de 50 de copii, de paji care să slujească la curtea țarului, având totodată parte de o educație aleasă. Rămâne acolo până în 1862. Pe baza lecturilor sale, are revelația că principala problemă a Rusiei e condiția țărănimii. Se înrolează în regimentul cazacilor siberieni. Începe astfel cartografierea Siberiei și se îndrăgostește de geografie. Aceasta este perioada în care începe să scrie. În 1867, părăsește armata.
După Comuna din Paris, adică după 1871, începe să scrie în favoarea comunei și citind lucrările lui Bakunin, este atras de perspectiva anarhistă.
Intră în Internaționala muncitorească. Este arestat, stă 2 ani în închisoare. Intră în cercurile anarhice din țările europene prin care trece. Ajunge în Elveția. În 1881, este expulzat ca urmare a declarațiilor sale privind asasinarea țarului Alexandru al 2-lea.
Ajunge în Anglia, după care în Franța, unde este arestat. Fuge în Canada. În 1902 publică lucrarea sa fundamentală: Ajutorul reciproc ca factor de evoluție, în care formulează o nouă teorie, diferită de cea a lui Charles Darwin, în ceea ce privește factorul evoluției umane.
În 1905 este decepționat de eșecul revoluției. Se întoarce în Rusia, în februarie 1917, în timpul primei revoluții, când Kerenski îi face propunerea de a face parte din guvernul său, ca ministru al învățamântului. Dar Kropotkin refuză, afirmând că din calitatea sa de anarhist, el nu poate să facă parte dintr-un guvern.
Rămâne în Rusia până la sfârșitul vieții. Moare în 1921, trăind ultimii ani, în Rusia leninistă. La moartea sa se produce ultima întâlnire a anarhiștilor ruși.